# Йоханан Леві
Йоханан (Ганс) Леві (івр. יוחנן לוי, нім. Hans Lewy; 1901, Берлін — 20 липня 1945, Єрусалим) — ізраїльський лінгвіст та історик, який спеціалізувався на періоді Другого храму .

## Біографія
Леві народився в Берліні (Німеччина) в 1901 році. Він був активним учасником єврейського молодіжного руху. Навчався в Берлінському університеті, де отримав докторський ступінь у 1926 році. Він також навчався в Університеті вивчення юдаїки в Берліні. У 1929 році Прусська академія наук направила його до Італії, Близького Сходу та Вірменії для вивчення рукописів Філона Александрійського. У 1933 році став приват-доцентом у Берліні, але не влаштувався на роботу.

У 1934 році він емігрував до Підмандатної Палестини (нині Ізраїль) і викладав у Єврейському університеті Єрусалиму, де був професором римської мови та літератури. Помер у віці 44 років у 1945 році. Кілька його статей були зібрані його учнями й опубліковані приблизно через п'ятнадцять років після його смерті. Зокрема посмертно була видана книга про халдейських оракулів.

## Нагороди
- У 1957 році Леві був посмертно нагороджений Премією Ізраїлю в категорії гуманітарних наук .[3]